# Conrado Matamala Sistac
Conrado Matamala Sistac   (Binèfar, 26 de febrer de 1918 - Barcelona, 10 de novembre de 2004) fou un futbolista de la Franja de Ponent de la dècada de 1940.

## Trajectòria
Començà a jugar al Vetusta d'Oviedo la temporada 1939-40, ciutat on havia estat destinat el seu pare ferroviari. Després jugà a la UD Melilla. Va jugar al RCD Espanyol la temporada 1940-41, però només disputà un partit de lliga. La temporada següent fou traspassat al Reial Saragossa, on visqué la seva millor etapa, on jugà 8 temporades, una d'elles a primera divisió. Finalitzà la seva etapa futbolística al CD Calatayud.
El seu germà Antonio Matamala Sistac també fou futbolista.